# Étienne Martin Saint-Léon
Étienne Martin Saint-Léon (* 1860; † 1934) war ein französischer Jurist (Docteur en droit), Historiker, Wirtschaftswissenschaftler und wissenschaftlicher Bibliothekar.

## Berufliche Karriere
Martin Saint-Léon war „Conservateur de la bibliothèque“ am „Musée social“. Diese 1894 gegründete Einrichtung war weniger ein Museum als eine Forschungseinrichtung und hatte seinerzeit beträchtlichen Einfluss auf die französische Politik, bei der es für gesellschaftliche Reformen eintrat.
Martin Saint-Léon konnte – wie seine zahlreichen Veröffentlichungen zeigen – am Musee eigenständig wissenschaftlich arbeiten. Seinerzeit galt er als der Historiker der französischen Zünfte. Ein weiteres Feld waren die modernen Berufsverbände, Koalitionen und unternehmerischen Zusammenschlüsse, die Trusts und die Kartelle, als deren Vorläufer er die Zünfte sah.
Als einer der ersten unter den französischen Fachwissenschaftlern übernahm Martin Saint-Léon – ähnlich wie Arthur Raffalovich – 1903 den deutschen Kartellbegriff: Für ihn waren die französischen „Comptoirs“ und „Ententes“ ebenfalls Kartelle und nicht etwas davon Verschiedenes. Die Trusts hingegen grenzte er von den Kartellen ab.

## Werke
- „Histoire des corporations de métiers : depuis leurs origines jusqu'à leur suppression en 1791 ; suivie d'une Étude sur l'évolution de l'idée corporative au XIXe siècle et sur les syndicats professionnels“. Paris 1897.
- „Les anciennes corporations de métiers et les syndicats professionals. Conference faite le 11 Déc. 1898“. Paris 1899.
- "Cartells et trusts. Paris 1903 (1909: 3. Aufl.).
- „Revision de la loi du 21 mars 1884 sur les syndicats professionnels et le projet Waldeck-Rousseau-Millerand“. Paris 1904.
- "Cartells y trusts. Madrid 1910 (= Übers. der 3. franz. Aufl.).
- „Histoire des corporations de métiers depuis leurs origines jusqu'à leur suppression en 1791; suivie d'une Étude sur l'évolution de l'idée corporative au XIXe siècle et sur les syndicats professionnels“. Paris 1909 (1922: 3. éd.).